# Franska konsulatet

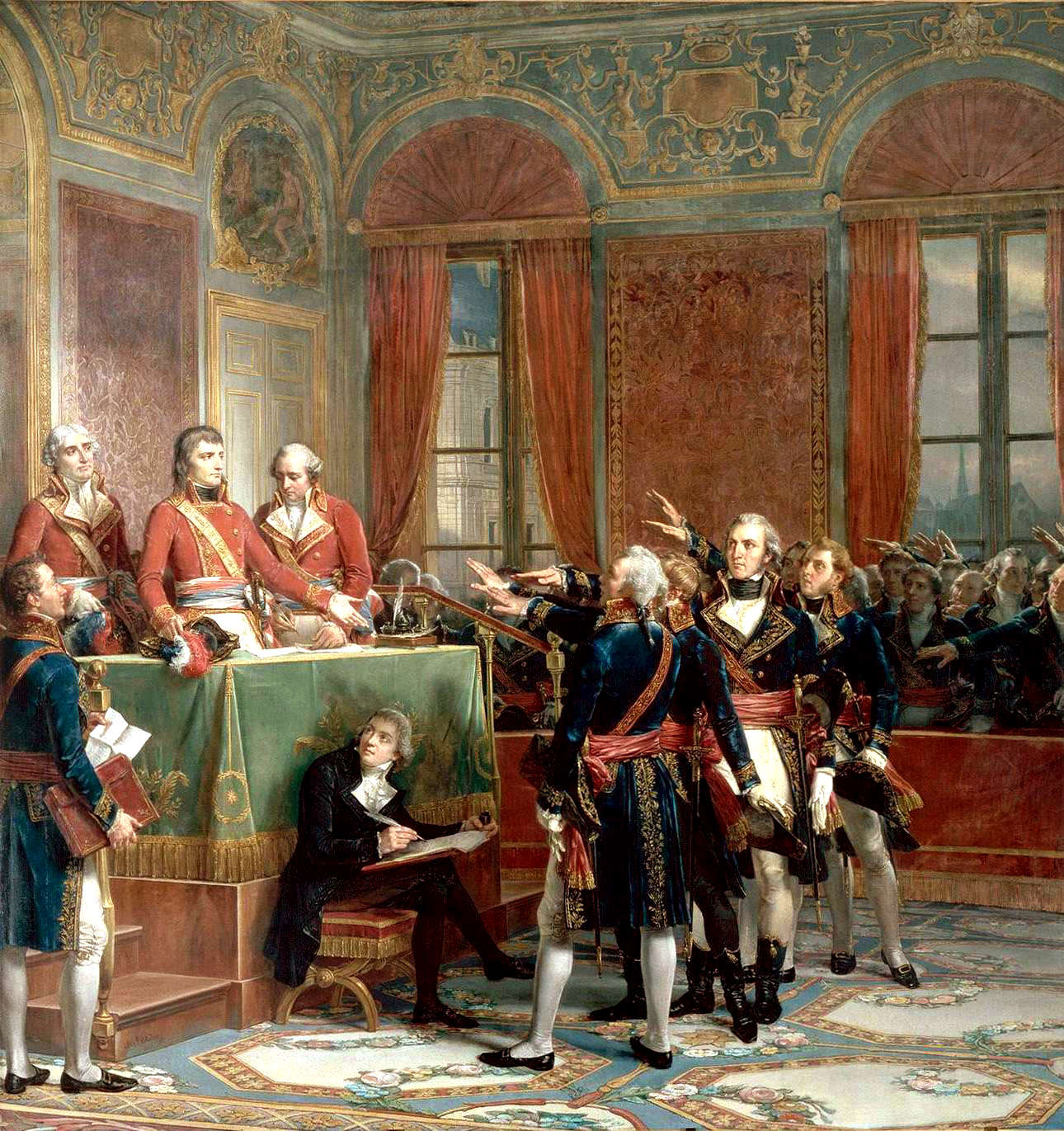
Porträtt av de tre konsulerna. Från vänster till höger Jean-Jacques Régis de Cambacérès, Napoléon Bonaparte, Charles-François Lebrun.

Franska konsulatet var regeringen i Frankrike från 1799, när Direktoriet föll genom brumairekuppen, till 1804 då Napoleon blev kejsare.
Grunden för det nya styrelseskicket lades genom konstitutionen år VIII. Direktoriet ersattes 1799 av ett konsulat med tre konsuler, Napoleon, Jean-Jacques Régis de Cambacérès och Charles-François Lebrun. Napoleon var den mäktigaste av de tre och utsågs senare till förste konsul, vilket gav honom makt över de två andra konsulerna. 